# Koolhoven F.K.45

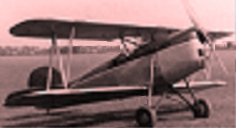
F.K.45 Aerobatic

De Koolhoven F.K.45 was een eenzits aerobatic tweedekker, ontworpen door Frits Koolhoven. Het vliegtuig werd in 1931 gebouwd in opdracht van René Paulhan, een Franse testpiloot van de Nieuport-Delage vliegtuigfabriek. Er is van dit type één exemplaar gebouwd.
De F.K.45 maakte de eerste vlucht in februari 1932. Maar werd pas op 24 april 1934 officieel overgedragen aan opdrachtgever Paulhan. In het Franse luchtvaartregister stond het toestel geregistreerd als F-AMXT.
René Paulhan heeft met het vliegtuig nog een aantal jaar aan verschillende vliegshows deelgenomen. Vervolgens werd het vliegtuig in 1938 verkocht met slechts vijftig vlieguren in het logboek. Het heeft nog drie nieuwe eigenaren gehad, maar de verdere geschiedenis is onbekend.

## Trivia
In april 2015 werd een stuk linnendoek van het richtingsroer van de F.K.45, met daarop de naam René Paulhan geschilderd, aangeboden op een veiling van C&T Auctioneers.

## Specificaties
- Type: Koolhoven F.K.45
- Fabriek: Vliegtuigenfabriek Koolhoven
- Rol: aerobatic vliegtuig
- Bemanning: 1
- Lengte: 5,57 m
- Spanwijdte: 7,040 m
- Maximum gewicht: 580 kg
- Motor: 1 × Cirrus Hermes IIB luchtgekoelde viercilinder lijnmotor, 115 pk
- Propeller: tweeblads
- Eerste vlucht: februari 1932
- Aantal gebouwd: 1

Prestaties
- Maximumsnelheid: 210 km/u